# 앤디 콜더컷

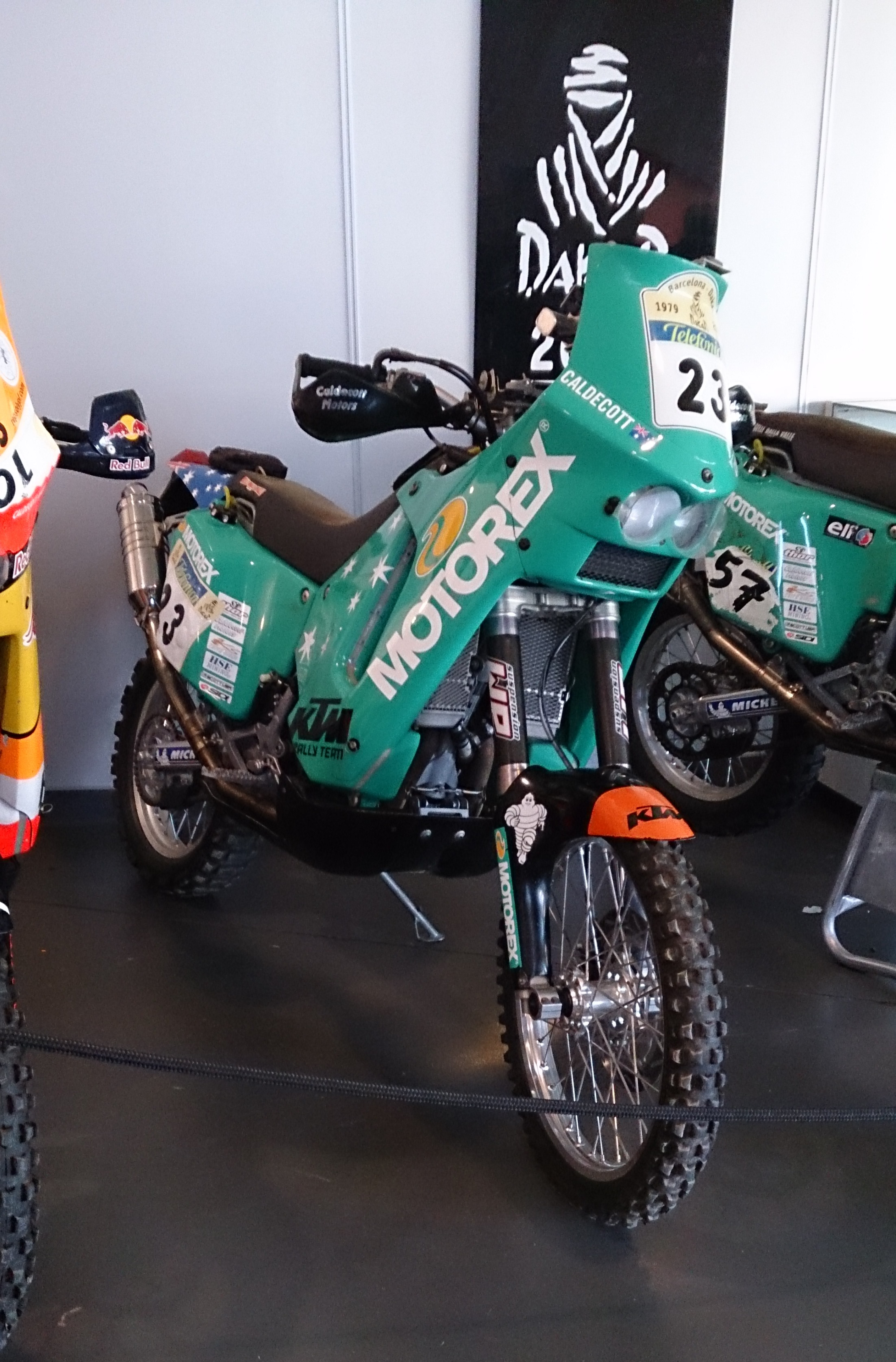

앤디 콜더컷 (Andy Caldecott, 1964년 8월 10일 ~ 2006년 1월 9일)는 오스트레일리아의 오프로드 모터사이클 경주 선수이며, 키스에서 모터사이클 관련 용품 매장을 운영하기도 했다.

## 생애
2000년부터 2003년까지 4년 연속으로 오스트레일리아 사파리 랠리에서 우승을 차지했으며, 2004년과 2005년 다카르 랠리에 참가해 2005년 대회 당시 6위를 기록하는 등 좋은 활약을 펼쳤다. 이후 2006년 다카르 랠리에 참가하였으나, 누악쇼트에서 키파까지 이어지는 경주 코스 중간 지점에서 모터사이클에서 추락해 목 부상을 입어 사망했다.
콜더컷은 역대 다카르 랠리 참가 도중 사망한 23번째 선수가 되었다.